# Madagaskarglasögonfågel

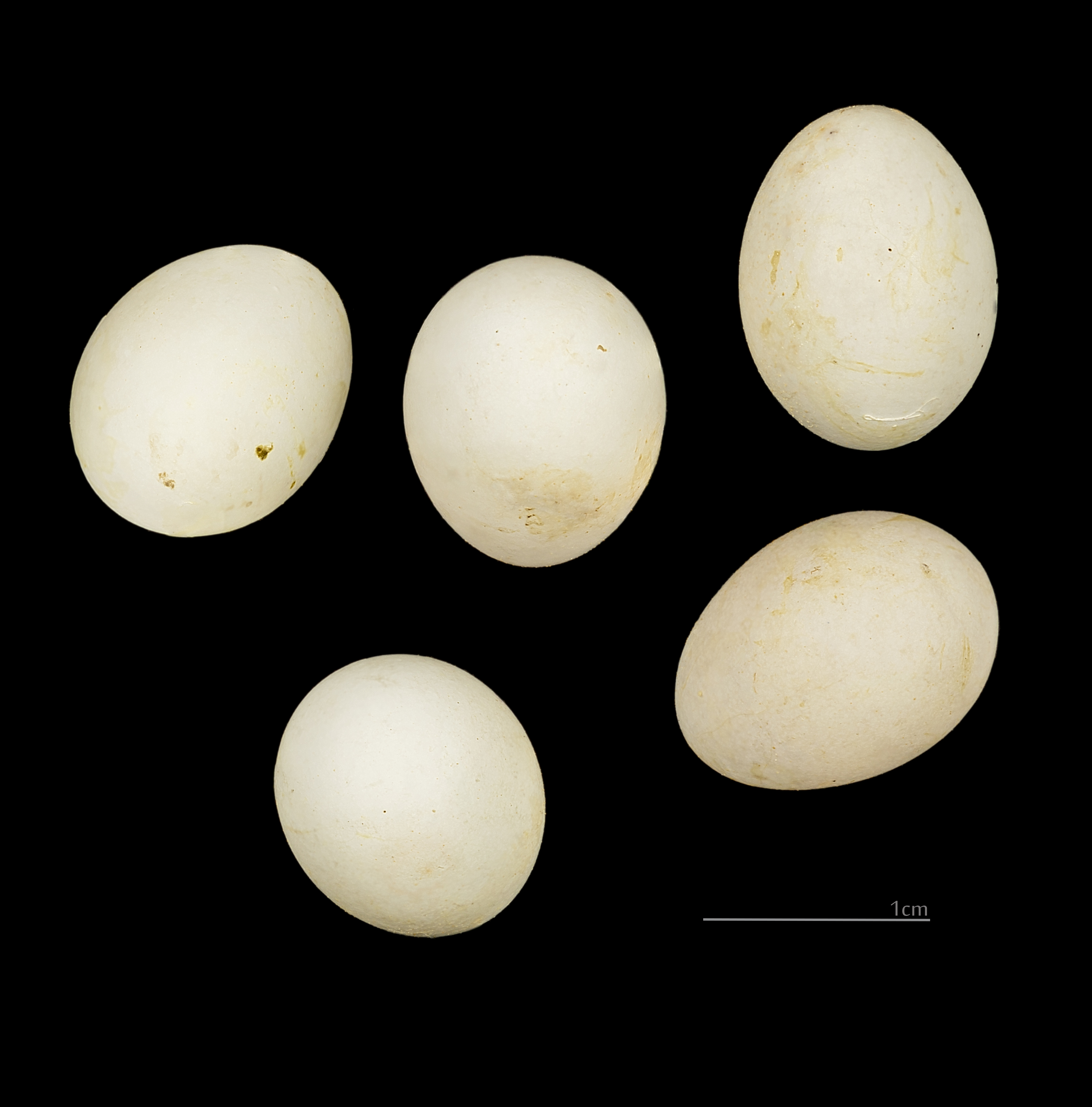
Zosterops maderaspatanus

Madagaskarglasögonfågel (Zosterops maderaspatanus) är en fågel i familjen glasögonfåglar inom ordningen tättingar.

## Utseende och läte
Madagaskarglasögonfågeln är en liten sångarlik fågel med spetsig näbb. Ovansidan är grön och undersidan gul på strupe och under stjärten. Runt ögat syns den för de flesta glasögonfåglar karakteristiska vita ringen runt ögat. På Madagaskar är den svår att missta för någon annan fågel. Vanligaste lätet är ett ljust stigande skallrande ljud. Sången är en dämpad och pratig serie med "chew". 

## Utbredning och systematik
Madagaskarglasögonfågeln delas in i sex underarter med följande utbredning:
- Zosterops maderaspatanus anjuanensis – förekommmer på Anjouan i Komorerna
- Zosterops maderaspatanus maderaspatanus – förekommer på Madagaskar och Glorieusesöarna
- Zosterops maderaspatanus comorensis –  förekommmer på Mohéli i Komorerna
- Zosterops maderaspatanus voeltzkowi – förekommer på ön Europa (södra Moçambiquekanalen)
- Zosterops maderaspatanus menaiensis – förekommer på Cosmoledoatollen och Astoveatollen (Seychellerna)
- Zosterops maderaspatanus aldabrensis – förekommer på Aldabra and Astoveatollen

## Levnadssätt
Madagaskarglasögonfågeln hittas i alla skogstyper, mindre vanligt även i buskmarker, trädgårdar och plantage. Den ses vanligen i mycket aktiva gruper som kan innehålla dussintals individer och slår ofta följe med artblandade kringvandrande flockar.

## Status
IUCN kategoriserar arten som livskraftig, men inkluderar aldabraglasögonfågeln, mohéliglasögonfågeln och anjouanglasögonfågeln i bedömningen.